# دن گریدی
دن گریدی (انگلیسی: Don Grady؛ ۸ ژوئن ۱۹۴۴ – ۲۷ ژوئن ۲۰۱۲) یک هنرپیشه، بازیگر سینما، و آهنگساز اهل ایالات متحده آمریکا بود. وی بین سال‌های ۱۹۵۴ تا ۲۰۰۶ میلادی فعالیت می‌کرد.